# El Albujón
Albujón es una población y diputación del término municipal de Cartagena, en la comunidad autónoma de la Región de Murcia en España. Se encuentra a una distancia media de 14 km de la capital municipal y está unido a ella por la autovía a Murcia y la antigua carretera N-301, lindando al norte con los términos municipales de Fuente Álamo, Murcia y Torre Pacheco, al sur con las diputaciones de Miranda y La Aljorra, al este con Pozo Estrecho y al oeste con La Aljorra.

## Historia
Su topónimo antiguamente se escribía Albuxón, del árabe al-borx, que significa la torre o pequeño fuerte. Torre de cuya existencia hay referencias, aunque muy escasas, sirviendo de vigilancia a la entrada del Campo de Cartagena y en cuyo entorno se erigieron un grupo de casas. Así figura en el privilegio de límites otorgado por Alfonso X el 4 de septiembre de 1254 de la Era Cristiana (año 1292 de la Era Hispania) al definir el término municipal de Cartagena: ... e viene a aquella sierra fasta el Albuxón e el Albuxón parte el término entre Murcia y Cartagena bien e cumplidamente desde estos lugares sobre dichos fasta el Albufera... En el privilegio citado se concedía a la ciudad de Cartagena el señorío sobre las aldeas existentes en el campo de la misma, entre las que cita Albujón.
También en el año 1562 con ocasión de la amenaza de una escuadra berberisca se pusieron guardas en los cabezos para que avisaran con sus humaredas y fogatas al arribo de los enemigos, estando designada la torre del Albujón para corresponderle por este medio con la sierra de Carrascoy y llevar a Murcia y a Lorca la alarma y demanda de socorros.
Aunque este territorio debió estar poblado durante las épocas romana y musulmana, es notorio su despoblamiento durante la conquista cristiana, y no volverá a roturarse hasta comienzos del siglo XVI, concentrándose principalmente su población en las proximidades de la rambla, construyendo boqueras para el riego de los cultivos.
Sobre la utilización de las aguas de la rambla del Albujón, ya en el año 1509 era aprovechada por varios labradores, constituyéndose una comisión para llevar a cabo un plan de aprovechamiento de las aguas que incluía unas elementales obras. Esta rambla era el límite sur del concejo municipal de Murcia. A mediados del siglo tan sólo había dos casas en Las Lomas y un siglo después no llegaban a 70 los vecinos de Albujón.
En el repartimiento del año 1683 en que, superando la anarquía que hasta entonces había presidido los recuentos de población, se divide la población del campo en 92 lugares, encontramos los topónimos de Albujón con 42 habitantes, Lomas del Albujón con 10 y se repite Albujón con 46. Esta repetición de topónimos es frecuente y debe referirse a distintos asentamientos poblacionales en la misma zona.
El combate del Albujón, uno de los encuentros más fuertes entre las tropas borbónicas y las del archiduque durante la guerra de Sucesión en la Región, precedió a la reconquista de Cartagena que estaba en poder de los ingleses desde el 24 de junio de 1706. El combate tuvo lugar el 21 de septiembre y los soldados del archiduque establecieron una fuerte posición en los alrededores de la torre del Albujón. La recuperación de Cartagena por el duque de Berwick no tuvo lugar hasta el 17 de noviembre del mismo año.

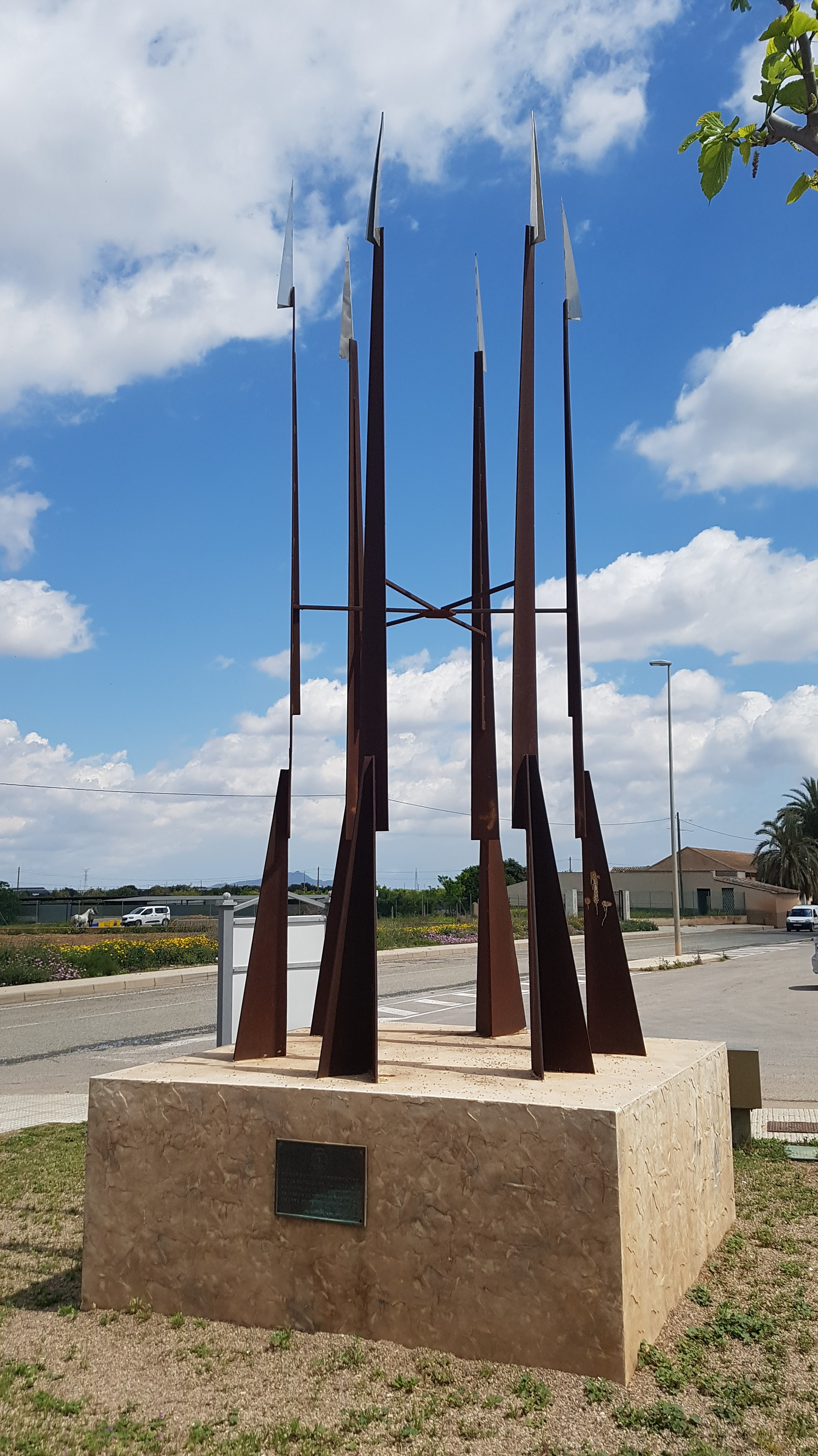
Monumento conmemorativo de la batalla del Albujón

En el año 1715, con motivo del reparto de la sal, encontramos la primera relación detallada de vecinos y habitantes adheridos a cada una de las 17 diputaciones o partidos existentes, algunas mantenían la denominación de pago, pero sus límites no estaban claramente definidos, correspondiendo a Albujón 41 vecinos (164 habitantes) y correspondiéndole en el reparto del impuesto un 3%.
El Catastro de Ensenada, a mediados del siglo XVIII, aporta datos muy significativos relacionados con esta diputación, entre ellos los bienes de propios que en ella poseen los Padres de San Phelipe Neri de la Congregación de Murcia. Así mismo nos proporciona algunos nombres de personas que tenían bienes, rentas, salarios o cargas en Cartagena en el año 1762. En esta época había alcanzado los 170 habitantes y a partir de ese momento se multiplica su población, de forma que en el año 1771 con motivo del establecimiento de la Única Real Contribución son ya 430 los vecinos de ambos sexos de comunión y un total de 516 habitantes.
En el año 1787, censo de Floridablanca, alcanza los 745 habitantes, que representa un 4´5% del total de la ciudad y campo. También las Misceláneas de Vargas Ponce proporciona datos sobre la población de esta diputación, entre las 21 existentes, contabilizando 128 vecinos (512 habitantes), 24 yuntas mayores, 38 menores, una de vacuno y 12 cerdos, correspondiéndole en el reparto de la sal 97 fanegas y 7 celemines, en el año 1796 y en el año siguiente señalará 116 vecinos (537 habitantes, 384 hombres y 153 mujeres), 25 yuntas mayores, 30 menores y 1 molino, correspondiéndole en el reparto de la sal 22 fanegas. En el Nomenclátor de España, publicado en el año 1789 con base en el censo de Floridablanca figura Albujón como aldea de realengo y con alcalde pedáneo.
De lo que no cabe duda es que el lugar constituía el centro de una red radial de caminos vecinales, que conducían a otros lugares donde se concentraba la vida agrícola, que todavía existen a Pozo Estrecho con final en Cabo de Palos y a La Aljorra con final en Isla Plana.
No obstante a finales del siglo XVIII y principios del XIX sufrirá un estancamiento en torno a los 1000 habitantes y así permanecerá hasta que a mediados del siglo XX comience a experimentar el fuerte impacto social que representó la revitalización de la agricultura.
El manuscrito de Hermosino y Parrilla nos revela que al constituirse en el año 1699 la parroquia de Pozo Estrecho, dependían de ella entre otras las ermitas de Nuestra Señora del Rosario y la de San Juan. En la actualidad bajo la advocación de San Juan Bautista existe, en el poblado de las Casas de la Ermita una iglesia que según el Anuario de la diócesis de Cartagena (1996) se encuentra en la zona pastoral de Cartagena, arciprestazgo núm. 18: Campo de Cartagena, como parroquia núm. 169.
La actual iglesia está construida sobre la antigua ermita de Albujón y tiene planta de cruz latina, con cuatro capillas a cada lado de la nave principal, que le dan forma rectangular al cuerpo de la iglesia en esta zona y entre sus imágenes apreciamos la de Nuestra Señora del Pilar que fue regalada en el año 1943 por Francisco Ruiz Garrido. Tiene coro en alto sobre la puerta de entrada.
De su antigüedad existen documentos que la datan hacia el año 1790 y parece ser se encontraba en los terrenos de una finca. En las inmediaciones de esta ermita se encuentra una hermosa casa, recientemente restaurada, llamada Villa Pagán, también llamada la Casa Colorá o El Castillejo.
En el caserío de La Mina existe otra ermita bajo la advocación de la Virgen del Rosario en cuyo día, el 8 de octubre, se celebra una procesión. Tiene imágenes de la Virgen de Fátima, Cristo Crucificado, San José, Virgen del Carmen, Virgen de los Dolores, Corazón de Jesús, Santa Teresa de Jesús y Ángel de la Guarda, además de un cuadro con la Virgen del Perpetuo Socorro. Tiene planta de cruz latina, con coro y púlpito. Fue restaurada en 1992.
Esta ermita recibió siempre el apoyo de la familia Liniers Urbina que vivían en la finca de los Padres. A finales del siglo XIX se estableció en ella un colegio y en el año 1941 una familia del lugar donó una imagen de tamaño natural del Sagrado Corazón de Jesús en actitud de bendecir, para reparar lo mucho que se destruyó en los primeros días de la guerra civil y tenemos noticias de la existencia de un teatro junto a la ermita. Recientemente se ha construido una iglesia en el paraje de Las Lomas, bajo la advocación de la Ascensión de Cristo.
Al comenzar el siglo XX era el Albujón una de las 23 diputaciones que componían el término municipal de Cartagena. En el Nomenclátor publicado por la Dirección General de Estadística con referencia al 31 de diciembre de 1920, figura esta diputación con una población de 1.204 habitantes de hecho (1.219 de derecho) y 320 edificios y albergues, distribuidos en la siguiente forma: Albujón 163 habitantes y 49 edificios; Los Arroyos 24 y 6; Los Cañavates 22 y 5; Las Casas 108 y 21; Las Casicas 25 (26 de derecho) y 9; Los Cegarras 12 y 5; Esparragueral 43 y 14; Los Garcías 30 (31 de derecho) y 15; Los Grillos 20 y 5; Los Gutiérrez 33 (34 de derecho) y 8; Los Hernández 23 y 8; Los Isidros 33 y 5; Las Lomas 332 (342 de derecho) y 80; Los Madriles 50 (51 de derecho) y 15; La Mina 65 (66 de derecho) y 20; Los Paganes 22 y 6; Los Pérez 16 y 5; Los Portillos 47 y 15; Venta el Palmero 60 y 14, grupos diseminados 76 y 20.
Las referencias de esta diputación, que en el año 1923 nos ofrece una Guía Oficial, son cuatro barrios que abarcaban los caseríos y parajes del El Esparragal, La Ermita, Los Isidros, Las Lomas, La Mina, Los Madriles, Los Paganes y Los Garcías.
En el censo del año 1930 tenía esta diputación 1.376 habitantes de derecho y 1.364 de hecho, que se distribuían en los cuatro barrios que comprendían los siguientes caseríos y parajes: Los Arroyos, Los Cañavates, Las Casas, Las Casicas, Los Cegarras, Esparragueral, Los Garcías, Los Grillos, Los Gutiérrez, Los Hernández, Los Isidros, Las Lomas, Los Madriles, La Mina, Los Paganes, Los Portillos, Venta del Palmero, La Torre, La Ermita, Los Aparicios, Los Enjutos, Los Pérez, Los Estrases, El Recobo, Los Pesetos, Los Borregos y Casas de Quiles.
Un testimonio del pasado más inmediato es una alta chimenea con la inscripción Cerámica el Albujón, en cuyos terrenos se asienta hoy una moderna fábrica de mármoles y piedra artificial.
Constituida en entidad de población a efectos del censo, en el padrón municipal de habitantes correspondiente a 1 de mayo de 1996 figuran 2086 habitantes (1060 hombres y 1026 mujeres, distribuidos en el territorio en la siguiente forma: Albujón, núcleo y diseminado, 1383 habitantes (685 hombres y 698 mujeres); Las Casas, núcleo y diseminado, 104 (56 y 48); Esparragueral, núcleo y diseminado, 66 (27 y 39); Las Lomas, núcleo y diseminado, 417 (221 y 196); y La Mina 116 (71 y 45).
Dice el Gran Diccionario Popular de Cartagena y su Comarca, recientemente publicado, que el asiático es una bebida consistente en café con leche condensada al que se le agrega brandy y se sirve en vasos campaniformes. Los secretos de los posibles añadidos que el bar Pedrín de Albujón sirva en los suyos, nada más que él los conoce, aunque hay rumores de que su fórmula podría estar testamentada y depositada en una notaría de Fuente Álamo, para evitar que se pierda con los años. 
Como todas las diputaciones del Campo de Cartagena experimenta un regular y sostenido aumento en su población, que lógicamente demanda para el desarrollo de la vida ciudadana unos mejores servicios que comprende especialmente las comunicaciones, la sanidad y la instrucción educativa.
Como ejemplo de inclusión religiosa, recientemente se está construyendo en 2021 una pequeña mezquita donde existía un supermercado denominado Covirán, impulsada por los llamados <hermanos Mohameds> y que ha sido acogida con buen agrado por los albujoneros dada la amplia representación que existe en la localidad de población fundamentalmente del norte de África, en su mayoría marroquíes que realizan diversas tareas en el campo. También han dado un impulso al local de juegos que hay frente a la panadería Rizo, lugar de ocio, esparcimiento e intercambio de estos ciudadanos. 
Su bandera comparte colores con la de Bolivia, identificándose cromáticamente los valores que representa: rojo pasión, verde esperanza y el amarillo que muchos relacionan con el trigo o la cebada para elaborar cerveza.

## Fiestas patronales
Las fiestas patronales de Albujón se celebran en honor a San Juan y son unas celebraciones que tuvieron a mediados del siglo XX una etapa de gran auge, pero que a finales de esa misma centuria perdieron importancia. Sin embargo, en 2001 se organizaron un grupo de peñas para llevar a cabo los festejos en honor al patrón. El recinto ferial quedó pequeño para ubicar a las peñas existentes, por lo que se trasladó a la plaza de la Juventud.
El año 2002 hubo un nuevo cambio de ubicación del recinto festero, emplazándose en este caso próximo al colegio Luis Vives, pasando en el año 2005 a celebrarse en el campo de fútbol Alfonso Saura Martínez "El Pescador", en una zona adecuada para tales efectos, multifuncional y con una gran capacidad de acogida.
Las fiestas rinden culto a San Juan, y las celebraciones se asemejan a las que tienen lugar en muchos rincones del litoral mediterráneo en estas fechas.
En 2017 hubo un antes y un después con la visita de los Chunguitos, los cuales vendieron muchos discos y se hicieron fotos con los del pueblo y con los que llegaron en autocares desde pueblos tan lejanos como Campos del Río o Sangonera la verde.
En 2018, un Tributo a El Barrio ha marcado el ritmo de la noche.  Peñas cenando «catalanes» y bebiendo cerveza , antes de la nocturna fiesta que tanto divierte a la juventud.
Una gran hoguera y un castillo de fuegos artificiales suelen poner el punto final a los festejos.